# Internationaal filmfestival van Berlijn 2023
Het 73ste Internationaal filmfestival van Berlijn is een internationaal filmfestival dat plaats vond in Berlijn van 16 tot en met 26 februari 2023.
De openingsfilm van het festival was She Came to Me van de Amerikaanse filmmaker en romanschrijfster Rebecca Miller. Een live videostream met de Oekraïense president Volodymyr Zelensky maakte deel uit van de openingsceremonie. Op 21 februari 2023 ontving de Amerikaanse filmmaker Steven Spielberg de Ere-Gouden Beer voor zijn oeuvre uit handen van van de Ierse singer-songwriter Bono. Spielbergs films werden voor de gelegenheid vertoond in de "Homage"-sectie.

## Internationale competitie

### Jury
De internationale jury:
| Naam | Naam                             | Beroep                                | Nationaliteit    |
| ---- | -------------------------------- | ------------------------------------- | ---------------- |
|      | Kristen Stewart (juryvoorzitter) | Actrice, regisseur, scenarioschrijver | Verenigde Staten |
|      | Golshifteh Farahani              | Actrice                               | Iran- Frankrijk  |
|      | Valeska Grisebach                | Regisseur, scenarioschrijver          | Duitsland        |
|      | Radu Jude                        | Regisseur, scenarioschrijver          | Roemenië         |
|      | Francine Maisler                 | Casting director, producent           | Verenigde Staten |
|      | Carla Simón                      | Regisseur, scenarioschrijver          | Spanje           |
|      | Johnnie To                       | Regisseur, producent                  | Hongkong         |

### Deelnemers
De volgende films werden geselecteerd voor de internationale competitie. De gearceerde film betreft de winnaar van de Gouden Beer.
| Originele titel                          | Engelse titel                               | Regisseur(s)                 | Land                                       |
| ---------------------------------------- | ------------------------------------------- | ---------------------------- | ------------------------------------------ |
| 20.000 especies de abejas                | 20,000 Species of Bees                      | Estibaliz Urresola Solaguren | Spanje                                     |
| Roter Himmel                             | Afire                                       | Christian Petzold            | Duitsland                                  |
| Art College 1994                         | Art College 1994                            | Liu Jian                     | China                                      |
| Mal Viver                                | Bad Living                                  | João Canijo                  | Portugal Frankrijk                         |
| BlackBerry                               | BlackBerry                                  | Matt Johnson                 | Canada                                     |
| Disco Boy                                | Disco Boy                                   | Giacomo Abbruzzese           | Italië                                     |
| Ingeborg Bachmann – Reise in die Wüste   | Ingeborg Bachmann – Journey into the Desert | Margarethe von Trotta        | Duitsland Zwitserland Oostenrijk Luxemburg |
| Limbo                                    | Limbo                                       | Ivan Sen                     | Australië                                  |
| Manodrome                                | Manodrome                                   | John Trengove                | Verenigd Koninkrijk Verenigde Staten       |
| Music                                    | Music                                       | Angela Schanelec             | Duitsland Frankrijk Servië                 |
| Sur l'Adamant                            | On the Adamant                              | Nicolas Philibert            | Frankrijk Japan                            |
| Past Lives                               | Past Lives                                  | Celine Song                  | Verenigde Staten                           |
| Le Grand Chariot                         | The Plough                                  | Philippe Garrel              | Frankrijk Zwitserland                      |
| 白塔之光                                 | The Shadowless Tower                        | Zhang Lü                     | China                                      |
| Irgendwann werden wir uns alles erzählen | Someday We'll Tell Each Other Everything    | Emily Atef                   | Duitsland                                  |
| The Survival of Kindness                 | The Survival of Kindness                    | Rolf de Heer                 | Australië                                  |
| すずめの戸締まり                         | Suzume                                      | Makoto Shinkai               | Japan                                      |
| Bis ans Ende der Nacht                   | Till the End of the Night                   | Christoph Hochhäusler        | Duitsland                                  |
| Tótem                                    | Tótem                                       | Lila Avilés                  | Mexico Denemarken Frankrijk                |

## Berlinale Special
De volgende films werden geselecteerd voor de Berlinale Special-sectie. 
| Originele titel                                      | Engelse titel                                        | Regisseur(s) | Land                                 |
| Berlinale Special Gala                               | Berlinale Special Gala                               | Berlinale Special Gala | Berlinale Special Gala               |
| ---------------------------------------------------- | ---------------------------------------------------- | --- | ------------------------------------ |
| Golda                                                | Golda                                                | Guy Nattiv | Verenigde Staten Verenigd Koninkrijk |
| Kiss the Future                                      | Kiss the Future                                      | Nenad Cicin-Sain | Slovenië                             |
| L'ultima notte di Amore                              | Last Night of Amore                                  | Andrea Di Stefano | Italië                               |
| Seneca – On the Creation of Earthquakes              | Seneca – On the Creation of Earthquakes              | Robert Schwentke | Duitsland Marokko                    |
| She Came to Me (openingsfilm)                        | She Came to Me (openingsfilm)                        | Rebecca Miller | Verenigde Staten                     |
| Sonne und Beton                                      | Sun and Concrete                                     | David Wnendt | Duitsland                            |
| Superpower                                           | Superpower                                           | Sean Penn, Aaron Kaufman | Verenigde Staten                     |
| Tár                                                  | Tár                                                  | Todd Field | Verenigde Staten Duitsland           |
| Boom! Boom!: The World vs. Boris Becker              | Boom! Boom!: The World vs. Boris Becker              | Alex Gibney | Verenigde Staten Verenigd Koninkrijk |
| Berlinale Special                                    |                                                      | |                                      |
| 100 Years of Disney Animation – a Shorts Celebration | 100 Years of Disney Animation – a Shorts Celebration | Walt Disney, Dave Hand, Ben Sharpsteen, Lauren Jackson, Wilfred Jackson, Jack Hannah, Jon Kahrs, Brian Menz, Jacob Frey, Hillary Bradfield | Verenigde Staten                     |
| Infinity Pool                                        | Infinity Pool                                        | Brandon Cronenberg | Canada                               |
| Les Innocentes                                       | The Innocents                                        | Anne Fontaine | Frankrijk Polen                      |
| 길복순                                               | Kill Boksoon                                         | Byun Sung-hyun | Zuid-Korea                           |
| Loriot's Great Cartoon Revue                         | Loriot's Great Cartoon Revue                         | Peter Geyer, Loriot | Duitsland                            |
| Love to Love You, Donna Summer                       | Love to Love You, Donna Summer                       | Roger Ross Williams, Brooklyn Sudano | Verenigde Staten                     |
| 命案                                                 | Mad Fate                                             | Soi Cheang | Hongkong China                       |
| ＃マンホール                                         | #Manhole                                             | Kazuyoshi Kumakiri | Japan                                |
| Laggiù qualcuno mi ama                               | Massimo Troisi: Somebody Down There Likes Me         | Mario Martone | Italië                               |
| Der vermessene Mensch                                | Measures of Men                                      | Lars Kraume | Duitsland                            |
| Talk to Me                                           | Talk to Me                                           | Danny Philippou, Michael Philippou | Australië                            |

## Encounters
De volgende films werden geselecteerd voor de Encounters-sectie. 
| Originele titel                  | Engelse titel                   | Regisseur(s)                    | Land                                       |
| -------------------------------- | ------------------------------- | ------------------------------- | ------------------------------------------ |
| 雪云                             | Absence                         | Wu Lang                         | China                                      |
| The Adults                       | The Adults                      | Dustin Guy Defa                 | Verenigde Staten                           |
| Kletka ishet ptitsu              | The Cage is Looking for a Bird  | Malika Musaeva                  | Frankrijk Rusland                          |
| Shidniy front                    | Eastern Front                   | Vitaly Mansky, Yevhen Titarenko | Letland Tsjechië Oekraïne Verenigde Staten |
| El eco                           | The Echo                        | Tatiana Huezo                   | Mexico Duitsland                           |
| Here                             | Here                            | Bas Devos                       | België                                     |
| Mummola                          | Family Time                     | Tia Kouvo                       | Finland Zweden                             |
| Im toten Winkel                  | In the Blind Spot               | Ayşe Polat                      | Duitsland                                  |
| 물 안에서                        | In Water                        | Hong Sang-soo                   | Zuid-Korea                                 |
| Adentro mío estoy bailando       | The Klezmer Project             | Leandro Koch, Paloma Schahmann  | Argentinië Oostenrijk                      |
| Viver Mal                        | Living Bad                      | João Canijo                     | Portugal Frankrijk                         |
| Mon pire ennemi                  | My Worst Enemy                  | Mehran Tamadon                  | Frankrijk Zwitserland                      |
| Orlando, ma biographie politique | Orlando, My Political Biography | Paul B. Preciado                | Frankrijk                                  |
| Samsara                          | Samsara                         | Lois Patiño                     | Spanje                                     |
| Le mura di Bergamo               | The Walls of Bergamo            | Stefano Savona                  | Italië                                     |
| Müanyag égbolt                   | White Plastic Sky               | Tibor Bánóczki, Sarolta Szabó   | Hongarije Slowakije                        |

## Prijzen
- Gouden Beer: Sur l'Adamant van Nicolas Philibert[5]
- Zilveren Beer - Grote juryprijs: Roter Himmel van Christian Petzold
- Zilveren beer - Juryprijs: Mal Viver van João Canijo
- Zilveren Beer voor beste regisseur: Louis Garrel voor Le Grand Chariot
- Zilveren Beer voor beste hoofdrol: Sofía Otero in 20.000 especies de abejas
- Zilveren Beer voor beste bijrol: Thea Ehre in Bis ans Ende der Nacht)
- Zilveren Beer voor beste scenario: Angela Schanelec voor Music
- Zilveren Beer voor de beste artistieke bijdrage: Hélène Louvart, camerawerk voor Disco Boy
- Teddy Award voor beste film: All the Colours of the World Are Between Black and White van Babatunde Apalowo